# Timo Lippuner

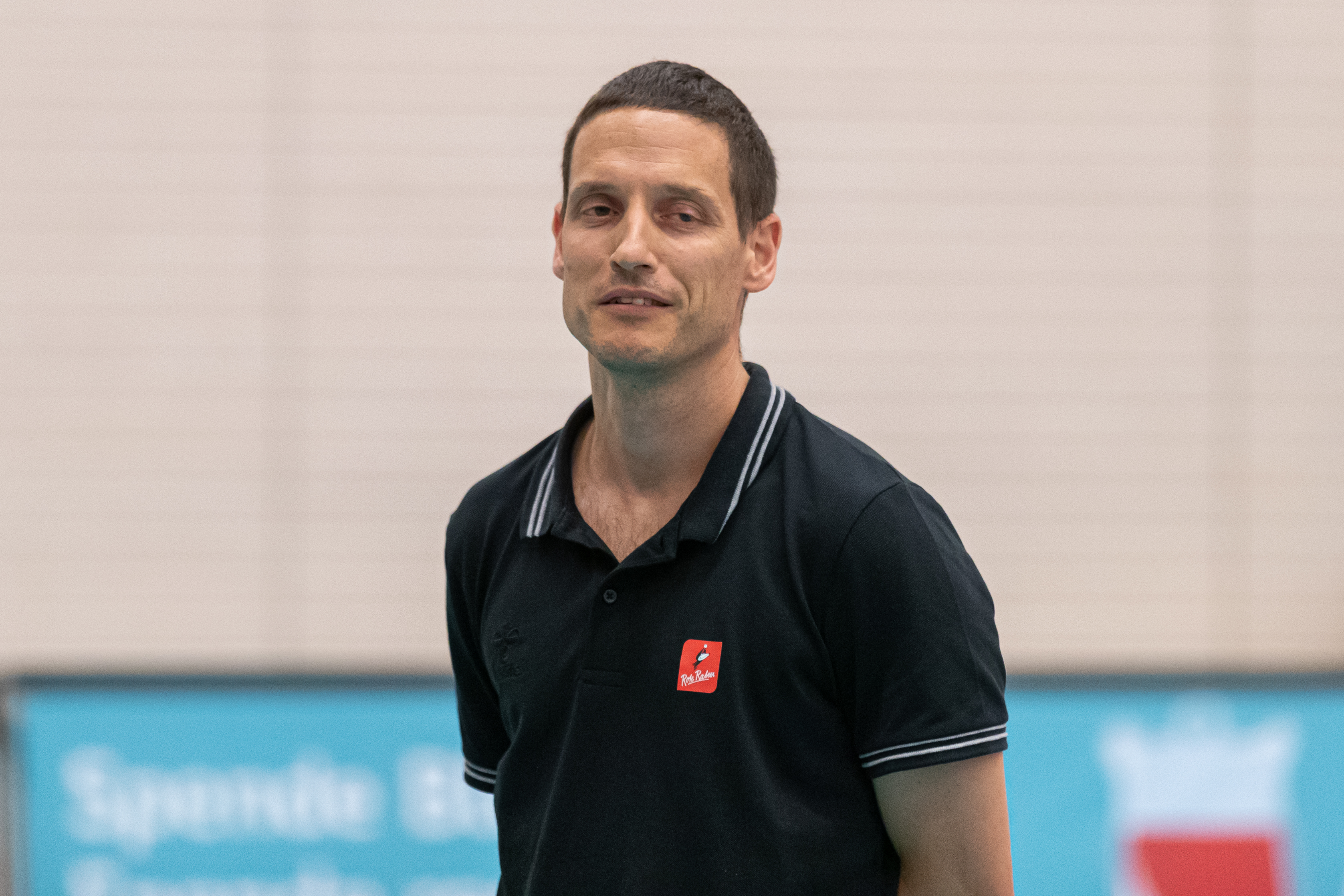
Timo Lippuner (2019)

Timothy «Timo» Lippuner (* 11. November 1980 in Solothurn) ist ein schweizerischer Volleyballtrainer. Er ist aktuell als Cheftrainer bei Sm’Aesch Pfeffingen tätig und war zudem langjähriger Schweizer Nationaltrainer.

## Karriere als Vereinstrainer
Lippuner begann mit 18 Jahren eine Spielerkarriere bei Volley Solothurn, schlug nach einem Jahr allerdings den Weg des Trainers ein. Nach seinem Start als Jugendtrainer seines Heimatvereins folgten Stationen bei der Regionalauswahl Aargau, dem VBC Münchenbuchsee und der Talentschool Zürich. Schliesslich wurde er 2010 Co-Trainer von Volero Zürich, mit denen er viermal Schweizer Meister und Pokalsieger wurde. Im Dezember 2013 übernahm er bei Sm’Aesch Pfeffingen seine erste Stelle als Cheftrainer im Seniorenbereich, führte die Mannschaft während seiner knapp vierjährigen Amtszeit aus dem Tabellenkeller der NLA und etablierte sie in der Spitzengruppe hinter Serienmeister Volero Zürich. 2017 wagte Lippuner als erster Schweizer Trainer den Sprung in die Deutsche Bundesliga und unterschrieb einen Dreijahresvertrag bei den Roten Raben Vilsbiburg. Lippuner entschied sich, diesen Vertrag 2020 nicht zu verlängern und war seit Beginn der Saison 2020/21 Trainer beim Schweizer nationalen Nachwuchsverein BTV Aarau.
Seit 2022 ist Lippuner zurück bei Sm’Aesch Pfeffingen als Cheftrainer der NLA-Mannschaft.

## Nationalmannschaft
Aufgrund einer Kooperation von Volero Zürich mit Swiss Volley wurde Lippuner 2010 parallel zu seinem Engagement in Zürich auch Co-Trainer der Schweizer Nationalmannschaft. Dieses Amt hatte er bereits seit 2007 als Assistent von Séverin Granvorka inne. Nach der EM 2013 übernahm er die Mannschaft von Svetlana Ilić zunächst interimsmässig und dann als Cheftrainer. Unter Lippuner feierten die Schweizerinnen mit dem Erreichen der letzten Qualifikationsrunde zur WM 2014 und der ersten sportlichen Qualifikation für eine Europameisterschaft 2019 (Für die EM 2013 war die Schweiz als Gastgeber automatisch qualifiziert) ihre bisher grössten Erfolge.
Nach der Europameisterschaft 2019 gab Lippuner seinen Rücktritt als Nationaltrainer bekannt. Als Grund gab er an, sich voll auf seine Arbeit als Vereinstrainer konzentrieren zu wollen.

## Erfolge
- Schweizer Meister: 2010, 2011, 2012, 2013 (als Co-Trainer)
- Schweizer Pokalsieger: 2010, 2011, 2012, 2013 (als Co-Trainer)
- CEV Championsleague Teilnahme: 2011, 2012, 2013 (als Co-Trainer)
- FIVB Club-World Championship Teilnahme: 2013 (als Co-Trainer)
- CEV Challenge-Cup: Viertelfinale 2016
- Schweizer Vizemeister: 2016, 2017
- Schweizer Pokalfinalist: 2017
- EM-Teilnahme: 2013 (als Co-Trainer), 2019
- Deutsche Bundesliga: 5. Platz 2019, 2020
- Schweizer U19-Meister: 2021